# Långtjärnen (Gåxsjö socken, Jämtland)
Långtjärnen är en sjö i Strömsunds kommun i Jämtland och ingår i Indalsälvens huvudavrinningsområde.